# Nicolau de Monpezat
Nicolau de Monpezat (nascido Nicolau Guilherme Alexandre Frederico, em dinamarquês: Nikolai William Alexander Frederik; Copenhague, 28 de agosto de 1999), anteriormente chamado em meio público e profissional como príncipe Nicolau da Dinamarca (Prince Nikolai of Denmark), é um aristocrata, ex-modelo e membro da família real dinamarquesa por ser o primeiro neto da rainha Margarida II. É o filho mais velho do príncipe Joaquim e de sua primeira esposa, a condessa Alexandra de Frederiksborg, e tem três irmãos mais novos: Félix, Henrique e Atena.
Quando nasceu, Nicolau era o 3.º na linha de sucessão ao trono dinamarquês. Desde 2024 ocupa a 6.ª posição após a ascensão de seu tio Frederico X, no dia 14 de janeiro de 2024, ocasionada pela abdicação de sua avó, ficando assim atrás de seus primos Cristiano, Isabel, Vicente e Josefina, e de seu pai Joaquim.  Desde o nascimento, Nicolau possuía o título de Príncipe da Dinamarca e a cortesia de "Sua Alteza Real" como os demais parentes de sua família, porém, a partir de 1º de janeiro de 2023, por decisão de sua avó, ele perdeu o título e passou a ser chamado de Sua Excelência o Conde Nicolau de Monpezat. 
No início de 2017 assinou um contrato com a agência dinamarquesa Scoop Models, e mais tarde começou a desfilar para marcas sonantes. A estreia nas passarelas aconteceu através da Burberry, quando o príncipe desfilou lado a lado com a modelo Cara Delevingne. Ganhou mais popularidade em 2018 quando se tornou figura de destaque na Semana da Moda de Londres.

## Biografia

### Nascimento, batismo e confirmação
Nicolau nasceu como um príncipe da Dinamarca no Rigshospitalet, em Copenhague, em 28 de agosto de 1999. Ele é o neto mais velho da rainha Margarida II e do príncipe Henrique. Ele foi batizado na capela do Palácio de Fredensborg em 6 de novembro de 1999 pelo capelão comum dinamarquês, Christian Thodberg. No batizado, foi apresentada pela primeira vez a obra musical Lys på din vej, composta por Frederik Magle e dedicada ao então príncipe. Seus padrinhos são seu tio paterno Frederico, Príncipe Herdeiro da Dinamarca, sua tia materna Nicola Baird, o príncipe Eduardo, Duque de Edimburgo, Peter Steenstrup e Camilla Flint. Após o divórcio em 2005, o príncipe Joaquim e  Alexandra tiveram a guarda conjunta do príncipe e de seu irmão, o conde Félix. Nicolau foi confirmado (crismado) em 18 de maio de 2013 na Igreja do Palácio de Fredensborg na presença de sua família imediata e de todos os seus padrinhos.

### Educação
Em 2 de setembro de 2002, Nicolau iniciou os seus estudos no jardim da infância em Mogeltonder. Depois estudou na Escola Krebs, em Copenhague, a mesma escola que seu pai e seu tio Frederico frequentaram. Fez o ensino secundário, no qual se formou em junho de 2019, no Instituto Herlufsholm. Em julho de 2019, iniciou os seus estudos em Economia e Negócios na Escola de Negócios de Copenhague (CBS), localizada na Dinamarca. Para completar sua formação nesta escola, fez um intercâmbio em Paris, onde seu pai residia desde 2019. 

### Carreira militar
Em meados de 2018, a Casa Real da Dinamarca anunciou que Nicolau havia iniciado uma formação militar na Hærens Sergentskole, localizada em Varde, onde ficaria durante dois anos em treinamento militar. No entanto, desistiu da carreira meses depois, em outubro de 2018, tendo seu pai admitido para a imprensa que se arrependia de ter insistido para que o filho seguisse a formação militar.

### Profissão como modelo

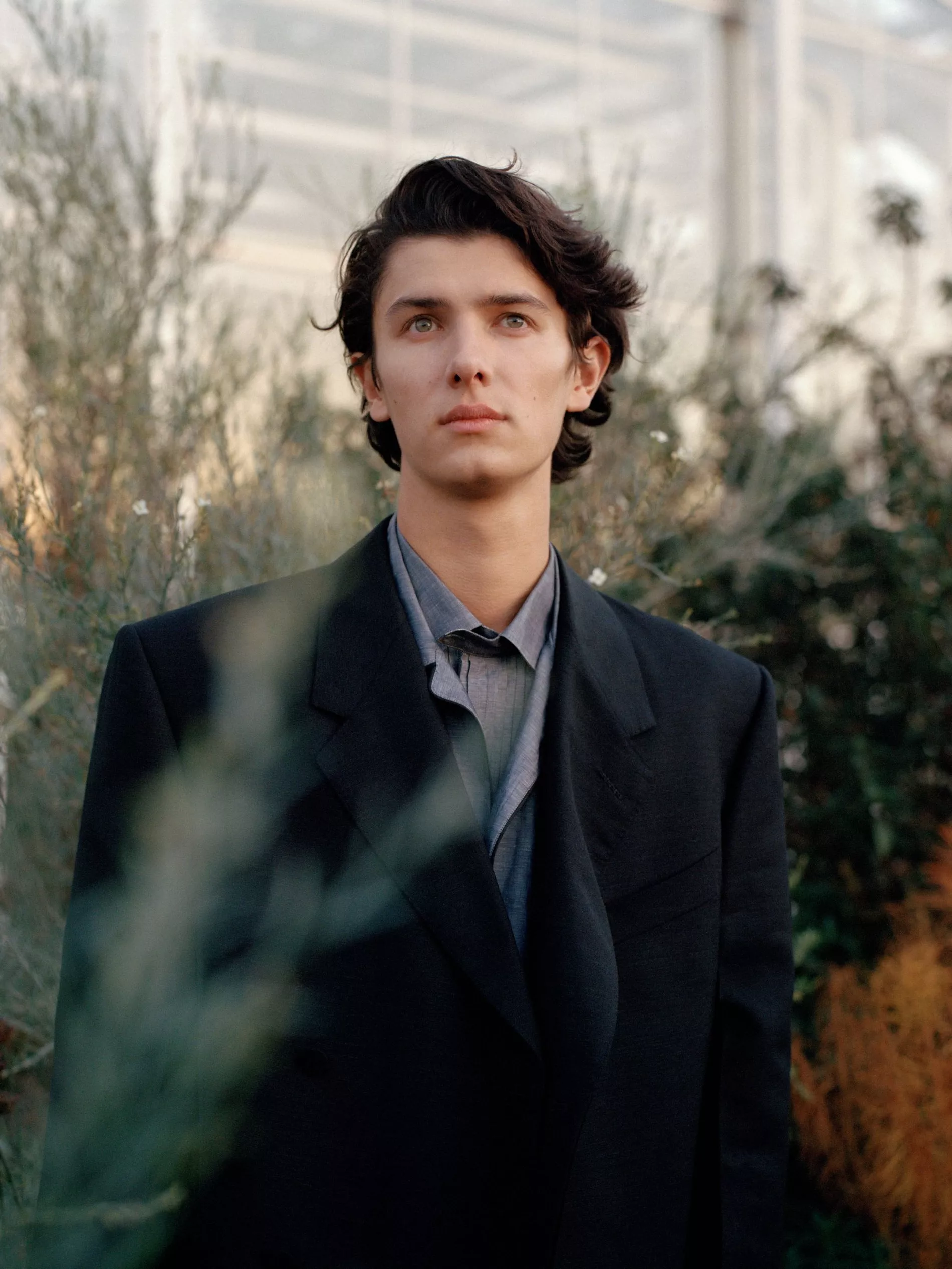
Nicolau posando para uma das edições da Vogue Escandinávia, 2022.

Desde fevereiro de 2018, ele trabalha como modelo, tendo desfilado e feito campanhas para marcas famosas como Dior e Burbery e desfilado na London Fashion Week de 2018.   Em junho de 2018, Nicolau passou a se destacar com os acessórios da Dior, e mais tarde foi chamado para uma campanha de roupa masculina lançada em outubro a cargo do designer Kim Jones. Em janeiro de 2020, antes da pandemia de Covid-19, desfilava para a Dior, em Tóquio, na apresentação da coleção de outono-inverno da marca.  Em fevereiro de 2019 a imprensa também anunciou que ele desistiu da carreira de modelo e estaria trabalhando numa empresa do ramo imobiliário.

### Ações humanitárias
Desde 2010, mantém ao lado do irmão Felix a fundação intitulada de "Nikolai & Felix Fonden", que concede bolsas de estudos. Anteriormente a fundação era do seu pai e sua mãe Alexandra, mas após o divórcio, foi repassada aos dois filhos do casal.

### Relacionamentos
Desde fevereiro de 2018, Nicolau namora Benedikte Thoustrup, filha de Anders Thoustrup, presidente do banco dinamarquês Sydbank.

## Direitos sucessórios e deveres oficiais
É o 6.° na linha de sucessão ao trono dinamarquês, porém quando nasceu ocupava o 3.° lugar, atrás de seu tio o príncipe herdeiro Frederico e de seu pai. Era, portanto, o futuro herdeiro presuntivo ao trono e que um dia teria sido o monarca da Dinamarca se seu tio não tivesse se casado e tido filhos. Apesar de estar na linha de sucessão ao trono dinamarquês, ele não tem direitos e deveres com a Casa Real e não tem, assim, direito a receber um salário do Estado.

## Títulos, tratamentos e honrarias
Quando nasceu, foi nomeado Nicolau, Príncipe da Dinamarca. Em 2008 sua avó concedeu a seus filhos e netos também o título de Conde e Condessa de Monpezat. Em setembro de 2022, sua avó decidiu que ele e seus três irmãos, a partir de 1.º de janeiro de 2023, perderiam o título de "Príncipe" e "Princesa" e o direito ao tratamento de "Alteza Real".  

### Títulos
- 28 de agosto de 1999 - 29 de abril de 2008: Sua Alteza, o Príncipe Nicolau da Dinamarca
- 29 de abril de 2008 - 31 de dezembro de 2022: Sua Alteza, o Príncipe Nicolau da Dinamarca, Conde de Monpezat
- 1 de janeiro de 2023 - presente:Sua Excelência, o Conde Nicolau de Monpezat.

### Honrarias

#### Honorárias dinamarquesas
- Medalha Comemorativa do 70º Aniversário do Príncipe Consorte Henrique (06/11/2009).
- Medalha Comemorativa do 70º Aniversário da Rainha Margarida II (16/04/2010).
- Medalha Comemorativa do Jubileu de Rubi Rainha Margaret II (01/11/2012).
- Medalha Comemorativa do 75º Aniversário da Rainha Margarida II (16/04/2015).2
- Medalha Comemorativa das Bodas de Ouro da Rainha Margarida II e do Príncipe Henrique (06/10/2017).
- Medalha Comemorativa do Príncipe Henrique (06/11/2018).
- Medalha Comemorativa do 80º Aniversário da Rainha Margarida II (16/04/2020).
- Medalha Comemorativa do Jubileu de Ouro da Rainha Margarida II (14/01/2022).